# Baierdorf (Gemeinde Ravelsbach)
Baierdorf ist ein Dorf und eine Katastralgemeinde der Marktgemeinde Ravelsbach in Niederösterreich. Die Ortschaft hat 83 Einwohner (Stand 1. Jänner 2024). Bis Ende 1966 war Baierdorf eine eigenständige Gemeinde.

## Geographie
Das Zweistraßendorf, westlich von Ravelsbach, liegt in einer Talsenke des Ravelsbaches. Knapp südlich des Ortes führt die Landesstraße L48 am Ort vorbei.

## Geschichte
Baierdorf wird urkundlich 1275 genannt. Im Jahr 1822 wurde der Ort als Dorf mit 30 Häusern genannt, das nach Ravelsbach eingepfarrt war, wohin auch die Kinder eingeschult wurden. Die Herrschaft Maissau besaß die Ortsobrigkeit und besorgte die Konskription. Die Landgerichtsbarkeit wurde von der Herrschaft Limberg ausgeübt. Die Untertanen und Grundholde des Ortes gehörten den Herrschaften Maissau, Pfarre Eggenburg, Ravelsbach, Rosenburg, Horn und der Stadt Eggenburg. Nach den Reformen 1848/1849 konstituierte sich der Ort im Jahr 1850 zur selbständigen Gemeinde und war bis 1868 dem Amtsbezirk Ravelsbach zugeteilt und danach dem Bezirk Hollabrunn.
Laut Adressbuch von Österreich waren im Jahr 1938 in der Ortsgemeinde Baierdorf eine Gemischtwarenhändlerin, ein Schuster und mehrere Landwirte mit Ab-Hof-Verkauf ansässig. Im Jahr 1967 fusionierte Baierdorf mit anderen Gemeinden zur Großgemeinde Ravelsbach.

## Ortskapelle und Kleindenkmäler
- Die Ortskapelle wurde 1791/92 errichtet und nach dem Ortsbrand 1838 wiederhergestellt. Der spätbarocke Bau hat eine eingezogene Halbkreisapsis und einen Giebelreiter mit Pyramidenhelm. Die Halbrundfenster und das Portal sind mit Putzbändern gerahmt.[2]
- Bildsäule mit Gnadenstuhl in der Ortsmitte; auf abgefaster Säule mit unten profilierter und oben dachartig abgeschrägter Kragenplatte befindet sich der reliefierte Quaderaufsatz mit einer Dreifaltigkeitsdarstellung in Form eines Gnadenstuhls aus dem Jahre 1680.
- Figurenbildstock heiliger Johannes Nepomuk, südlich des Ortes; auf hohem Inschriftsockel, der mit 1760 bezeichnet ist, steht die Figur des hl. Johannes Nepomuk.[2]
- Bildstock an der Straße nach Eggendorf; oktogonaler Schaft mit Quaderbildaufsatz und mit 1655 bezeichnet.[2]
- Mariensäule, südlich des Ortes; auf einer Rundsäule thront eine Maria-Immaculata-Statue, datiert mit 1728.[2]

## Fotos

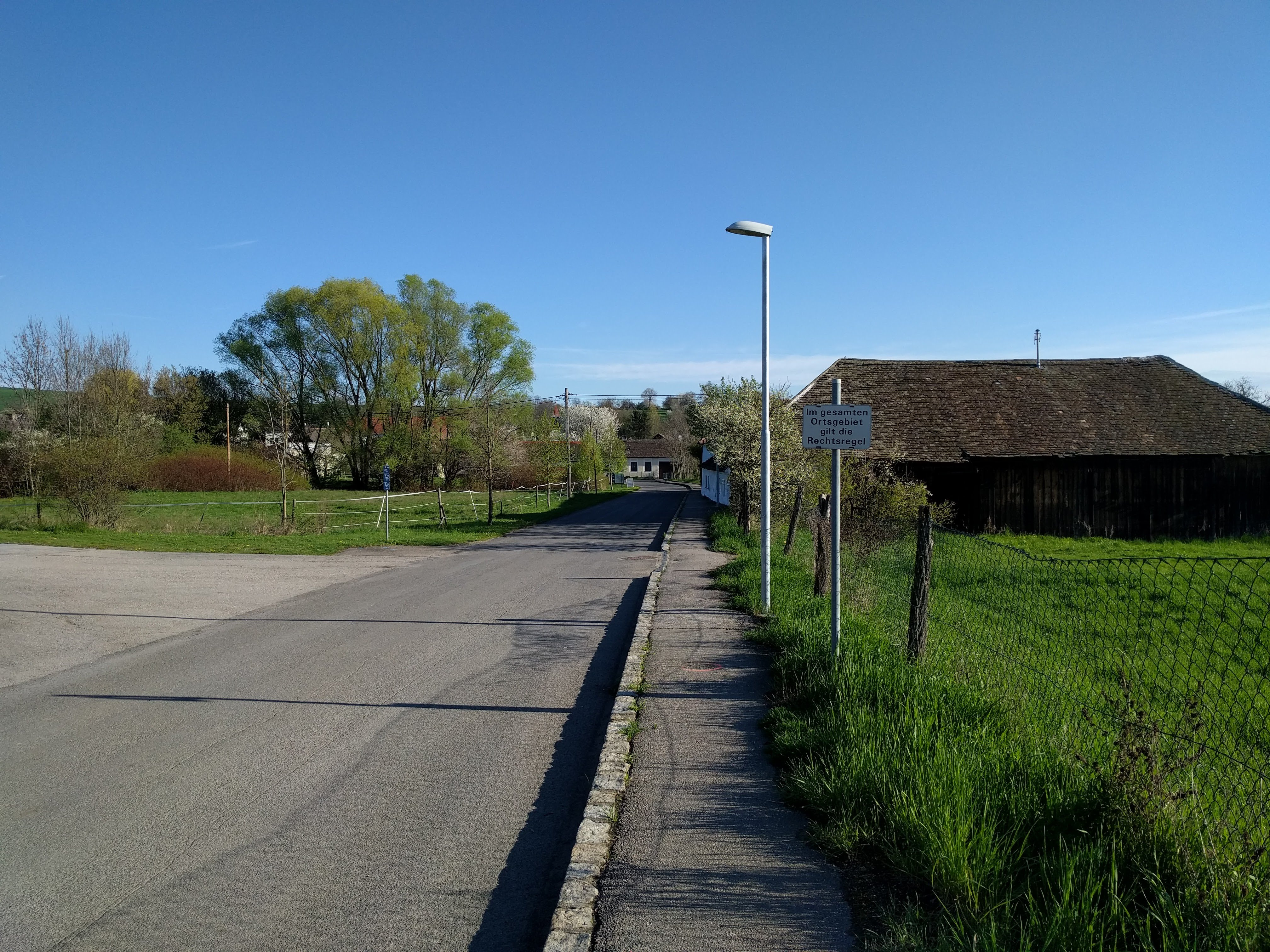
Ortseinfahrt Baierdorf
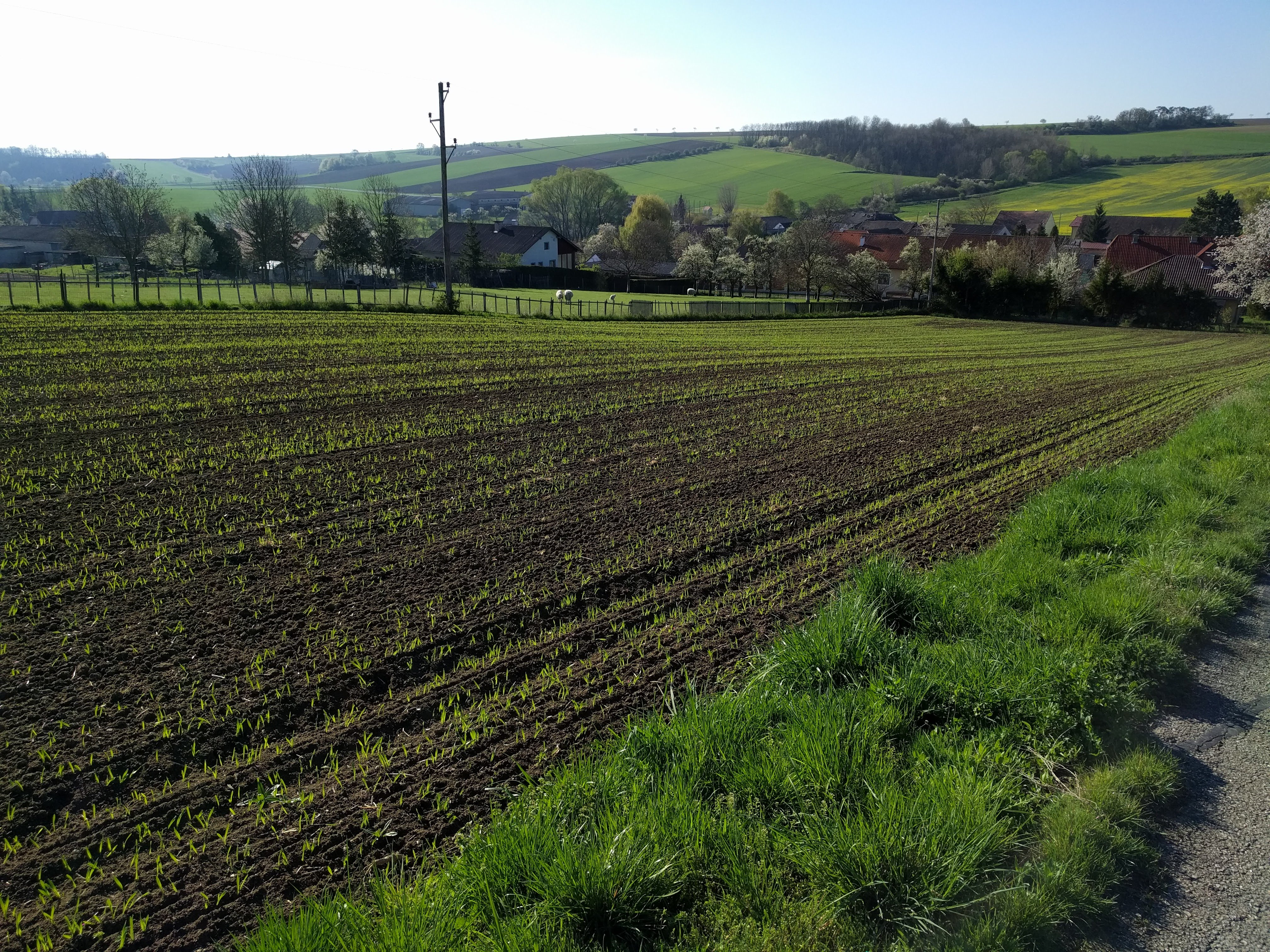
Baierdorf vom Nordwesten
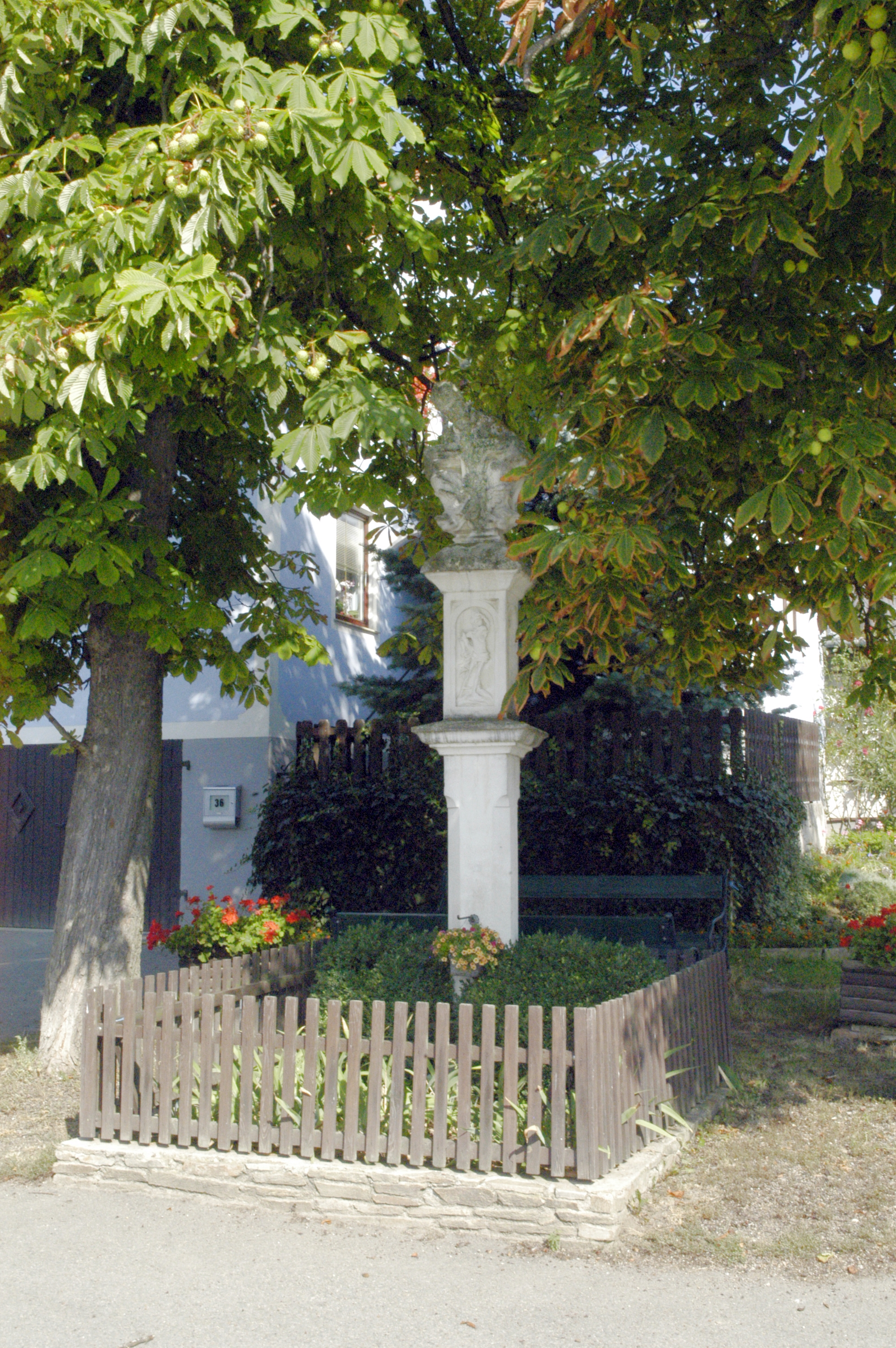
Bildstock im Ortszentrum
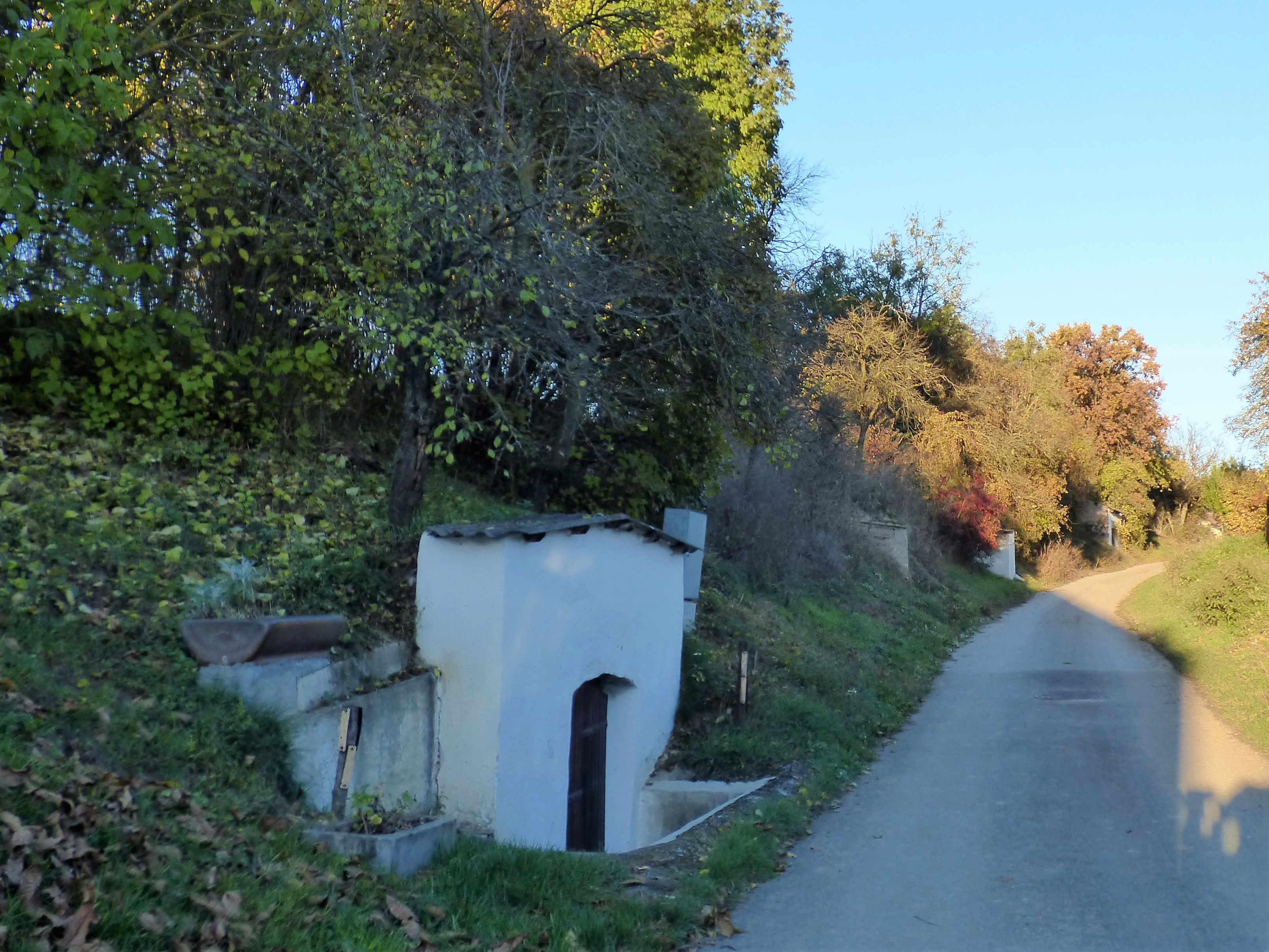
Untere Kellergasse
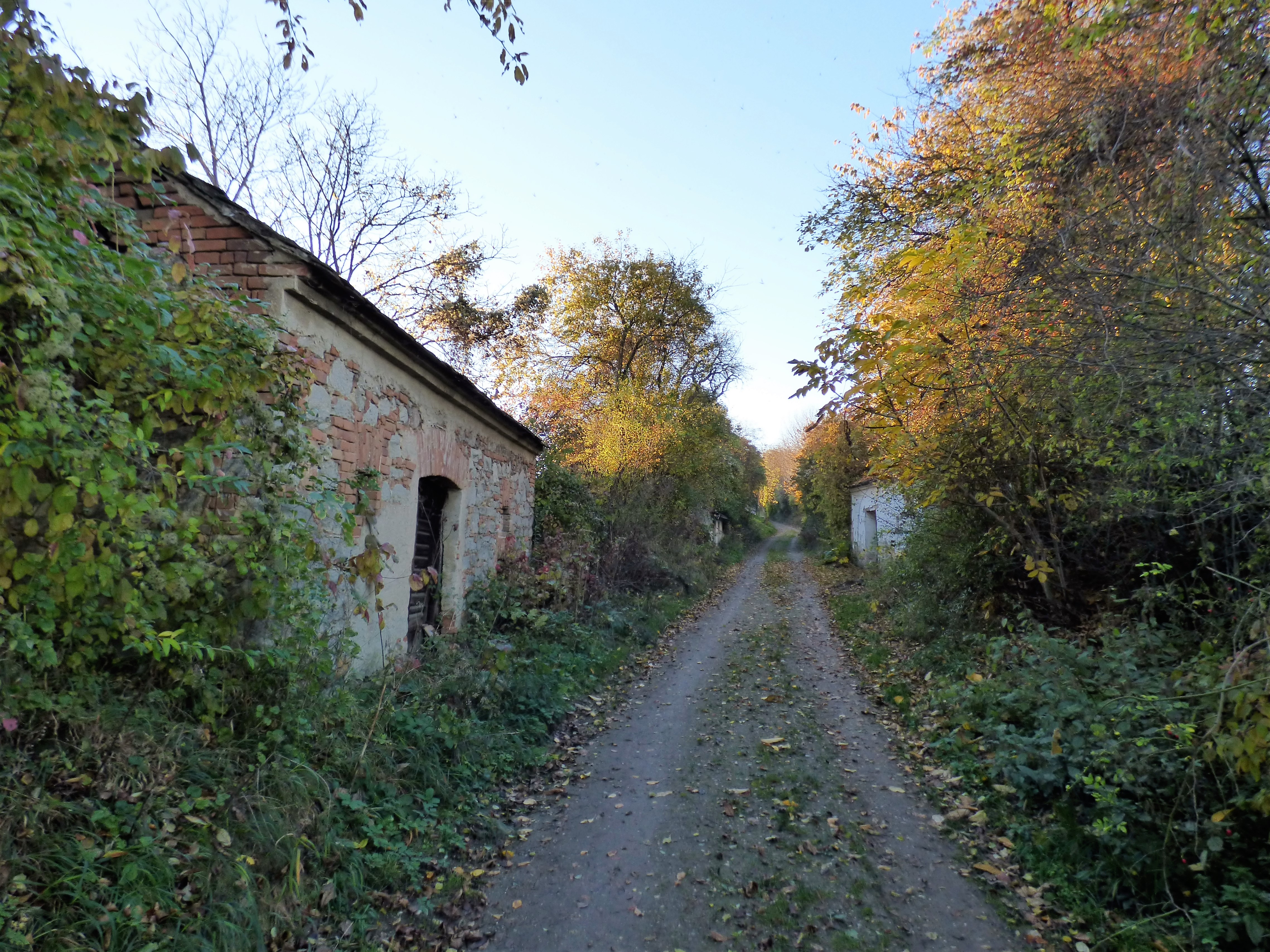
Obere Kellergasse
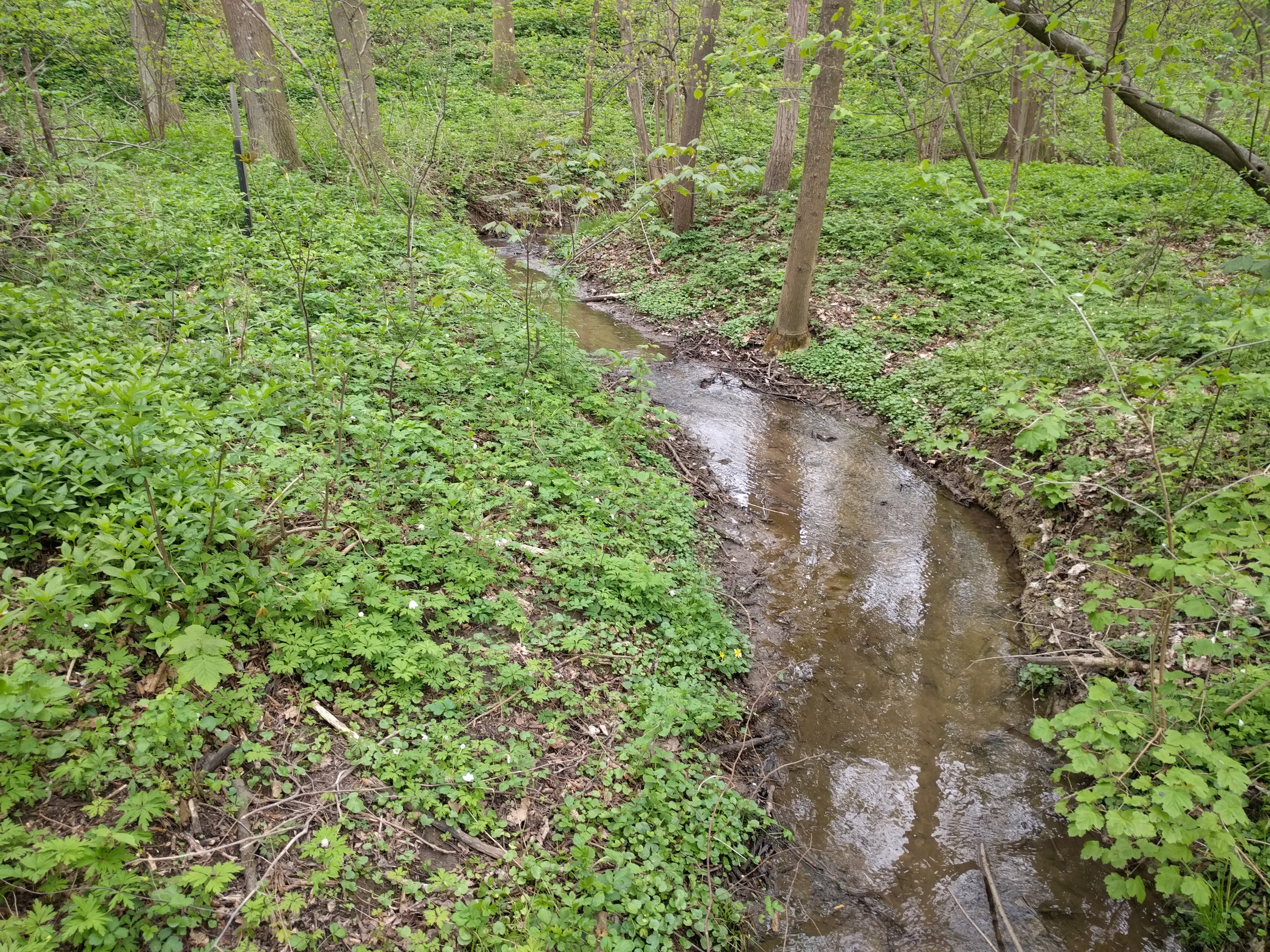
Der Ravelsbach in der Au vor Baierdorf
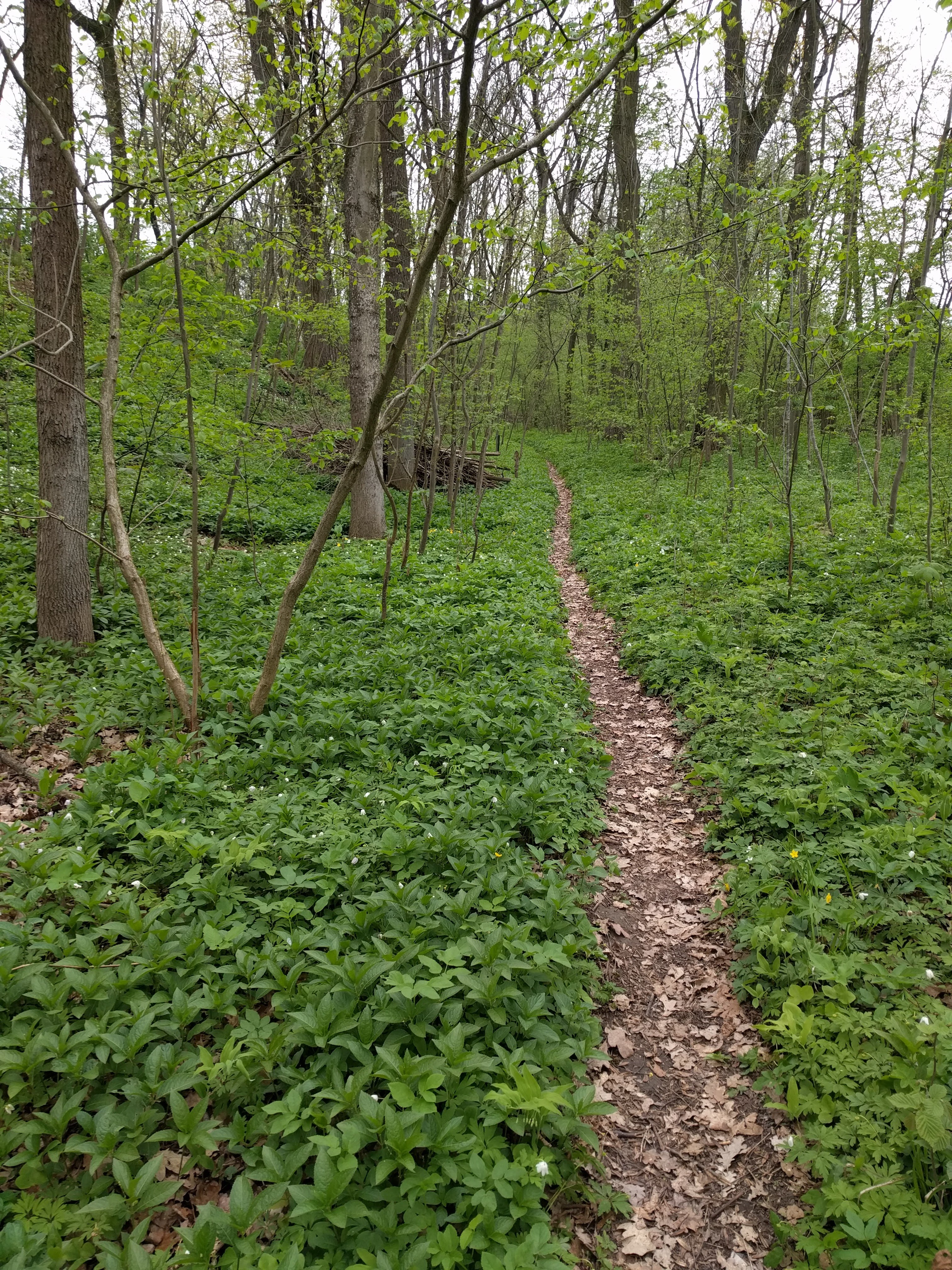
Die Au vor Baierdorf (Weg vom Ort in den Letten)